# Rugofrontia
Rugofrontia là một chi bướm đêm thuộc họ Noctuidae.